# Qurmanghasy
Qurmanghasy (kasachisch Құрманғазы, russisch Курмангазы Kurmangasy; bis 2018 Ганюшкино Ganjuschkino) ist ein Ort in Kasachstan.

## Geografie
Qurmanghasy befindet sich im Westen Kasachstans im Gebiet Atyrau etwa 38 Kilometer Luftlinie von der russischen Grenze entfernt. Der Ort liegt etwa 100 Kilometer östlich von Astrachan und rund 200 Kilometer südwestlich von Atyrau in der Kaspischen Senke. Da der Ort am westlichen Ufer des Ural liegt, befindet er sich im europäischen Teil Kasachstans.
Die Umgebung, die sich mehrere Meter unter dem Meeresspiegel befindet, ist geprägt durch das Wolgadelta und dessen zahlreiche Mündungsarme. Auch das Ortsgebiet von Qurmanghasy selbst ist durch mehrere kleine Flussläufe durchzogen. Das Klima ist kontinental mit kalten Wintern und heißen Sommermonaten; die jährliche Niederschlagsmenge beträgt nur etwa 150 mm.

## Geschichte
Qurmanghasy wurde 1793 gegründet. Der Ort trug zuerst den Namen Ganjuschkino (Ганюшкино). 1922 wurde Ganjuschkino zum Verwaltungszentrum des Kreises Dengis in der Provinz Bukejew der Kirgisischen ASSR, die später in der Kasachischen ASSR aufging. Seit 1928 war der Ort Verwaltungszentrum des Rajon Dengis in der Kasachischen SSR.
2018 wurde Ganjuschkino zu Ehren des kasachischen Musikers Qurmanghasy Saghyrbajuly in Qurmanghasy umbenannt.

## Bevölkerung
Bei der Volkszählung 1999 hatte Qurmanghasy 12.419 Einwohner. Die letzte Volkszählung 2009 ergab für den Ort eine Einwohnerzahl von 12.750. Bei der letzten Volkszählung 2021 lebten 14.532 Menschen in Qurmanghasy. Die Fortschreibung der Bevölkerungszahl ergab zum 1. Januar 2025 eine Einwohnerzahl von 14.471.
| Einwohnerentwicklung               | Einwohnerentwicklung | Einwohnerentwicklung | Einwohnerentwicklung | Einwohnerentwicklung | Einwohnerentwicklung | Einwohnerentwicklung | Einwohnerentwicklung |
| 1939                               | 1959                 | 1970                 | 1979                 | 1989                 | 1999                 | 2009                 | 2021                 |
| ---------------------------------- | -------------------- | -------------------- | -------------------- | -------------------- | -------------------- | -------------------- | -------------------- |
| 3.652                              | 4.603                | 6.479                | 8.800                | 7.484                | 12.419               | 12.750               | 14.532               |
| Anmerkung: Volkszählungsergebnisse |                      |                      |                      |                      |                      |                      |                      |

## Verkehr
Durch Qurmanghasy verläuft die Fernstraße A27; diese führt in Richtung Osten nach Atyrau und weiter nach Aqtöbe. In westlicher Richtung gelangt man auf ihr zur russischen Grenze und weiter nach Astrachan. Der nächste Bahnhof befindet sich etwa 17 Kilometer nordwestlich im Dorf Aqköl.